# Tomás Costa
Tomás Costa (ur. 30 stycznia 1985 w Rosario) – argentyński piłkarz występujący na pozycji pomocnika. Obecnie jest zawodnikiem Universidad Católica, dokąd jest wypożyczony z FC Porto.

## Kariera
Costa zawodową karierę rozpoczynał w klubie z rodzinnego miasta - Rosario Central. Do jego pierwszej drużyny trafił w sezonie 2006/2007. W Primera División zadebiutował 17 września 2006 w wygranym 1:0 meczu z Estudiantes La Plata. 10 czerwca 2007 w wygranym 2:0 pojedynku z Gimnasia y Esgrima Jujuy Costa strzelił pierwszego gola w trakcie gry w ekstraklasie. W pierwszym sezonie Costa był graczem rezerwowym, w lidze zagrał 13 razy i zdobył jedną bramkę. Od początku sezonu 2007/2008 stał się podstawowym zawodnikiem Rosario. W jego barwach grał do końca tamtego sezonu. W sumie rozegrał tam 47 spotkań i zdobył 3 bramki.
W 2008 roku podpisał kontrakt z portugalskim klubem FC Porto. W lidze portugalskiej pierwszy występ zanotował 24 sierpnia 2008 w wygranym 2:0 spotkaniu z CF Os Belenenses. 3 maja 2009 w meczu z CS Marítimo zdobył pierwszą bramkę w portugalskiej ekstraklasie. W pierwszym sezonie zdobył z klubem mistrzostwo Portugalii oraz Puchar Portugalii.
W 2010 roku Costa został wypożyczony do CFR Cluj, a w 2011 do Universidad Católica. W 2011 roku powrócił do Argentyny, przechodząc do Club Atlético Colón.